# Iphis (Tochter des Peneios)
Iphis (altgriechisch Ἶφις Íphis) ist eine Figur der griechischen Mythologie.
Sie ist eine Tochter des Flussgottes Peneios in Thessalien und einem Überlieferungsstrang nach die Frau des Aiolos und Mutter des Salmoneus.

## Einzelnachweis
1. ↑  Hellanikos bei Scholion zu Platon, Sympósion 376